# Уненкер
Уненке́р (рос. Уненкер) — село у складі Шилкинського району Забайкальського краю, Росія. Входить до складу Первомайського міського поселення.

## Населення
Населення — 170 осіб (2010; 244 у 2002).
Національний склад (станом на 2002 рік):
- росіяни — 98 %